# Kiríl·lovka
Kiríl·lovka (en rus: Кирилловка) és un poble del krai de Primórie, a l'Extrem Orient de Rússia, que en el cens del 2010 tenia 73 habitants.